# Macrotomoderus latipennis
Macrotomoderus latipennis es una especie de coleóptero de la familia Anthicidae.

## Distribución geográfica
Habita en Sumatra (Indonesia).